# Krotoszyn Stary
Krotoszyn Stary – przystanek osobowy zlikwidowanej w 1986 roku linii Krotoszyńskiej Kolei Dojazdowej relacji Krotoszyn Wąskotorowy - Dobrzyca - Pleszew Wąskotorowy - Pleszew Miasto - Broniszewice. Przystanek został wybudowany w 1900 roku. Znajdował się w Krotoszynie, w północnej części miasta Stary Krotoszyn (do 1969 odrębna wieś), w województwie wielkopolskim.